# Seattle (poglavica)
Poglavica Seattle (oko 1780. – 7. lipnja 1866.) je bio poglavica plemena Duwamish. Grad Seattle u državi Washington je dobio po njemu ime. Poznat je po govoru (pismu) koji mu se pripisuje, američkom predsjedniku Franklinu Piercu, kao odgovor na ponudu da bijelci kupe indijansku zemlju. Navodno pismo indijanskog poglavice Seattlea se ubraja medu najljepše i najdublje misli koje su ikada izrečene o čovjekovoj prirodi, pa je ušlo u povijest i u srca zaštitara prirode i ekologa.
Jedino izvješće o tome, napravljeno trideset godina kasnije, kaže da je poglavica hvalio velikodušnost velikog bijelog poglavice kod kupnje njegove zemlje. Čitav poglavičin „govor“ je kasnija izmišljotina. Prema svjedočenju poglavičine kćeri on nije bio pismen. Napisao, odnosno izmislio ga je pisac scenarija i profesor na filmskoj akademiji Ted Perry za jednu televizijsku dramu za američku televizijsku postaju ABC 1971. godine. .. poglavica Seattle nije bio nikakav ljubitelj prirode. Ono malo što znamo o njemu jest da je držao robove i da je poubijao gotovo sve svoje neprijatelje. Kao što slučaj poglavice pokazuje, čitava predodžba o tome da „primitivna“ društva žive u skladu s prirodom iluzija je.
Indijanskom poglavici Seattle posvećen je Svjetski dan zaštite okoliša – 5. lipnja.

## Pismo
Ovo je citat iz zapisnika koji je poglavica izgovorio prilikom potpisivanja Ugovora kod Point Eliotta.

Gledam na vas kao na oca i ostali vas smatraju isto tako. Svi Indijanci imaju dobar predosjećaj vezan uz vas i to ću na papiru poslati Velikom Ocu. Svi muškarci, starci, žene i djeca se raduju što vas je poslao da se brinete o njima. Moj um je poput vašeg. Ne želim više govoriti. Moje srce je vrlo dobro prema doktoru Maynardu. Želim uvijek od njega dobiti lijek. Sada postajemo prijatelji i zaboravljamo sve loše osjećaje ako smo ih imali. Mi smo prijatelji Amerikanaca. Svi Indijanci misle isto. Gledamo na vas kao na našeg Oca. Nikada nećemo promijeniti mišljenje. Bit ćemo uvijek kao što ste nas vidjeli. Sada! Sada pošaljite ovaj papir.

## Navodno pismo indijanskog poglavice Seattlea
Ovo je tekst koji je 1971. godine napisao scenarist Ted Perry, a producent John Stevens doradio za dokumentarac.

Kako možete kupiti ili prodati nebo, toplinu zemlje? Ta ideja nam je strana. Ako mi ne posjedujemo svježinu zraka i bistrinu vode, kako vi to možete kupiti?
Svaki dio te zemlje svet je za moj narod. Svaka sjajna borova iglica, svaka pješčana obala, svaka magla u tamnoj šumi, svaki kukac, sveti su u pamćenju i iskustvu moga naroda. Sokovi koji kolaju kroz drveće nose sjećanje na crvenoga čovjeka.
Mrtvi bijeli ljudi zaboravljaju zemlju svoga rođenja kada odu u šetnju među zvijezdama. Naši mrtvi nikada ne zaboravljaju ovu lijepu zemlju jer je ona majka crvenog čovjeka. Mi smo dio zemlje i ona je dio nas. Mirisavo cvijeće naše su sestre, jelen, konj, veliki orao, svi oni su naša braća. Stjenoviti vrhunci, sočni pašnjaci, toplina tijela ponija i čovjek - svi pripadaju istoj obitelji.
Tako, kad Veliki poglavica iz Washingtona šalje glas da želi kupiti našu zemlju, traži previše od nas. Veliki poglavica šalje glas da će nam sačuvati mjesto tako da ćemo mi sami moći živjeti udobno. On će nam biti otac i mi ćemo biti njegova djeca. Mi ćemo razmatrati vašu ponudu da kupite našu zemlju. Ali to neće biti tako lako. Jer ta zemlja je sveta za nas. Ta sjajna voda što teče brzacima i rijekama nije samo voda, već i krv naših predaka. Ako vam prodamo zemlju morate se sjetiti da je to sveto i morate učiti vašu djecu da je to sveto i da svaki odraz u bistroj vodi jezera priča događaje i sjećanja moga naroda. Žubor vode glas je oca moga oca. Rijeke su naša braća, one nam utažuju žeđ. Rijeke nose naše kanue i hrane našu djecu. Ako vam prodamo našu zemlju morate se sjetiti i učiti našu djecu da su rijeke naša braća, i vaša, i morate od sada dati rijekama dobrotu kakvu biste pružili svakome bratu.
Mi znamo da bijeli čovjek ne razumije naš život. Jedan dio zemlje njemu je isti kao i drugi, jer on je stranac koji dođe noću i uzima od zemlje sve što želi. Zemlja nije njegov brat nego njegov neprijatelj i kada je pokori on kreće dalje. On za sobom ostavlja grobove otaca i ne brine se. On otima zemlju od svoje djece i ne brine se. Grobovi njegovih otaca i zemlja što mu djecu rađa zaboravljeni su. Odnosi se prema majci-zemlji i prema bratu-nebu kao prema stvarima što se mogu kupiti, opljačkati, prodati kao stado ili sjajan nakit. Njegov apetit prožderat će zemlju i ostaviti samo pustoš.
Ne znam. Naš način je drugačiji nego vaš. Izgled vaših gradova boli oči crvenog čovjeka. A možda je to jer crveni čovjek je divlji i ne razumije. Nema mirnog mjesta u gradovima bijelog čovjeka. Nema mjesta da se čuje otvaranje listova u proljeće ili drhtaj krilaca kukaca. A možda je to jer sam divlji i ne razumijem. Buka jedino djeluje kao uvreda za uši. I što je to život ako čovjek ne može čuti usamljeni krik kozoroga ili noćnu prepirku žaba u bari? Ja sam crveni čovjek i ne razumijem. Indijanac više voli blagi zvuk vjetra kad se poigrava licem močvare kao i sam miris vjetra očišćen podnevnom kišom ili namirisan borovinom.
Zrak je skupocjen za crvenog čovjeka jer sve živo dijeli jednaki dah - životinja, drvo, čovjek. Bijeli čovjek ne izgleda kao da opaža zrak koji diše. Kao čovjek koji umire mnogo dana on je otupio na smrad. Ali ako vam prodamo našu zemlju morate se sjetiti da je zrak skupocjen za nas, da zrak dijeli svoj duh sa svim životom koji podržava. Vjetar što je mojem djedu dao prvi dah također će prihvatiti i njegov posljednji uzdah. I ako vam prodamo našu zemlju morate je čuvati kao svetinju, kao mjesto gdje će i bijeli čovjek moći doći da okusi vjetar što je zaslađen mirisom poljskog cvijeća.
Tako ćemo razmatrati vašu ponudu da kupite našu zemlju. Ako odlučimo da prihvatimo, postavit ću jedan uvjet: bijeli čovjek mora se odnositi prema životinjama ove zemlje kao prema svojoj braći.
Ja sam divljak i ne razumijem neki drugi način. Vidio sam tisuće raspadajućih bizona u preriji što ih je ostavio bijeli čovjek ustrijelivši ih iz prolazećeg vlaka. Ja sam divljak i ne razumijem kako dimeći željezni konj može biti važniji nego bizon koga mi ubijamo samo da ostanemo živi.  Što je čovjek bez životinja? Ako sve životinje odu, čovjek će umrijeti od velike usamljenosti duha. Što god se dogodilo životinjama ubrzo će se dogoditi i čovjeku. Sve stvari su povezane.
Morate naučiti svoju djecu da je tlo pod njihovim stopama pepeo njihovih djedova. Tako da bi oni poštivali zemlju, recite vašoj djeci da je zemlja s nama u srodstvu. Učite vašu djecu kao što činimo mi s našom da je zemlja naša majka. Što god snađe nju snaći će i sinove zemlje. Ako čovjek pljuje na tlo pljuje na sebe samoga.
To mi znamo: zemlja ne pripada čovjeku; čovjek pripada zemlji. To mi znamo. Sve stvari povezane su kao krv koja ujedinjuje obitelj. Sve stvari su povezane.
Što god snađe zemlju snaći će i sinove zemlje. Čovjek ne tka tkivo života; on je samo struk u tome. Što god čini tkanju čini i sebi samome.
Čak i bijeli čovjek, čiji Bog govori i šeta s njime kao prijatelj s prijateljem, ne može biti izuzet od zajedničke sudbine. Mi možemo biti braća poslije svega. Vidjet ćemo. Jednu stvar znamo, koju će bijeli čovjek jednog dana otkriti - naš Bog je isti Bog. Vi sada možete misliti da ga vi imate kao što želite imati našu zemlju; ali to ne možete. On je Bog čovjeka i njegova samilost jednaka je za crvenoga čovjeka kao i za bijeloga. Ta zemlja je draga Njemu i škoditi zemlji jest prezirati njezinog Stvoritelja. Bijeli također trebaju prolaz; možda brže nego sva druga plemena. Zaprljajte vaš krevet i jedne noći ugušit ćete se u vlastitom smeću.
Ali u vašoj propasti svijetlit ćete sjajno, potpaljeni snagom Boga koji vas je donio na tu zemlju i za neku posebnu svrhu dao vam vlast nad njome kao i nad crvenim čovjekom. Sudbina je misterija za nas jer mi ne znamo kad će svi bizoni biti poklani i divlji konji prirpitomljeni, tajni kutovi šume teški zbog mirisa mnogih ljudi i pogled na zrele brežuljke zamrljan brbljajućom žicom. Gdje je guštara? Otišla je. Gdje je orao? Otišao je. To je konac življenja i početak borbe za preživljavanje.